# 四氢噻吩氯化亚金
四氢噻吩氯化亚金（英語：Chloro(tetrahydrothiophene)gold(I)）是金的配合物，此化合物類似二甲硫醚氯化亞金，常用來製備其他金的化合物，四氢噻吩基容易被其他更強配基取代。此化合物是線性構形，是亞金化合物常見的構形。
四氢噻吩氯化亚金的結晶是正交晶系 Pmc21, no  26，參數分別是a = 654.0(1) pm, b = 819.2(1) pm, c = 12.794(3) pm。

## 製備
此化合物需自行製備，可以用氯金酸和四氢噻吩反應來製備：
HAuCl4 + 2 SC4H8 + H2O → AuCl(SC4H8) + OSC4H8 + 3 HCl